# Darevskia caucasica
Darevskia caucasica es una especie de lagarto del género Darevskia, familia Lacertidae. Fue descrita científicamente por Méhely en 1909.
Habita en el centro hasta partes del sur del Cáucaso, en Rusia (Daguestán), República de Georgia y en el nordeste de Azerbaiyán y al sudeste de la República de Chechenia. Se ha encontrado a elevaciones de hasta 3200 metros.